# Saint Vitus
Saint Vitus ist eine US-amerikanische Doom-Metal-Band der 1980er Jahre und gilt als eine der bedeutendsten Vertreter der ersten Generation des Subgenres. Ihre Musik ist stark von den frühen Black Sabbath geprägt. Obwohl sie zahlreiche andere Doom-Metal-Bands beeinflussten, sind Saint Vitus kommerziell nur sehr begrenzt erfolgreich.

## Geschichte
Scott Reagers, Dave Chandler, Mark Adams und Armando Acosta formierten 1979 in Los Angeles (USA) eine Band namens Tyrant, benannten sie jedoch schon nach kurzer Zeit in Saint Vitus um. Sie bezogen sich damit auf den Black-Sabbath-Titel Saint Vitus Dance, der vom Veitstanz handelt.
Greg Ginn, Black-Flag-Gitarrist und Mitbetreiber des Punk-Labels SST Records, sah die Band live und heuerte sie für eine Tour im Vorprogramm von Black Flag an. 1984 erschien dann auf SST das selbstbetitelte Debütalbum von Saint Vitus. Dort veröffentlichte man im folgenden Jahr auch die EP Walking Dead und das zweite Album Hallow’s Victim sowie einige Singles und EPs.
1986 begann die Band mit den Aufnahmen für das Album Born Too Late. Nach Fertigstellung der Gesangsspur allerdings verließ der Sänger Scott Reagers die Band unverhofft, ersetzt wurde er durch Scott Weinrich, zu dieser Zeit Sänger der Band The Obsessed. Mit ihm spielten sie dann auch das vierte Album Mournful Cries ein.
Trotz der mittlerweile vier Alben litt die Band bis dahin noch unter mangelndem Interesse von Publikum und Presse; bei einer ersten Tournee durch Europa wurden teils nur rund 70 zahlende Zuschauer gezählt. Erst Ende der 80er Jahre, nach dem Wechsel der Band von SST zu Hellhound Records, änderte sich das allmählich. Anlass des Wechsels war laut Saint Vitus die in ihren Augen mangelhafte Promotion der Veröffentlichungen durch SST. Bei Hellhound erschien dann 1989 das fünfte Album V, produziert von Stefan Groß. 1990 folgte ein 1989 in Gammelsdorf aufgenommenes Live-Album. Die Auftritte in Deutschland waren in diesen Jahren fast alle ausverkauft, auch in England regte sich nach einer Tournee mit Agnostic Front zunehmend Interesse an der Band, allein in den USA blieb die Band noch immer recht unbekannt.
1990 verließ Weinrich die Band, um zu The Obsessed zurückzukehren, und wurde 1991 durch Christian Lindersson von Count Raven ersetzt. Mit ihm als Sänger entstand 1992 das von Don Dokken produzierte Album C.O.D., nachdem im Vorjahr bei SST das Best-Of-Album Heavier Than Thou erschienen war. Danach schlief die Band jedoch ein, ebenso wie nach einem Anlauf 1994 mit dem ersten Sänger Scott Reagers, der zwar zu dem in Berlin produzierten Album Die Healing führte, ansonsten aber kurzlebig blieb.
2003 tat sich die Band in der Besetzung Scott Weinrich (Gesang), Dave Chandler (Gitarre), Mark Adams (Bass) und Armando Acosta (Schlagzeug) für zwei Konzerte zusammen, welche in Chicago und auf dem deutschen With-Full-Force-Festival stattfanden. Der Auftritt in Chicago wurde 2007 auch auf DVD veröffentlicht. Auch 2009 hatten sich Saint Vitus in gleicher Besetzung für das holländische Roadburn Festival wiedervereinigt, gefolgt von einer kleinen Tour durch Europa und einem Auftritt auf dem Hellfest in Frankreich.
Während der Tour 2009 musste Drummer Acosta wegen gesundheitlicher Probleme, die sein Spiel beeinträchtigten, die Band verlassen, er wurde ersetzt durch Henry Vazquez von Blood of the Sun. Am 25. November 2010 starb Acosta.
Im Jahr 2011 fand sich die Band dann auch wieder im Studio ein und nahm ihr erstes Album seit mehr als fünfzehn Jahren auf, für das man einen Vertrag bei dem französischen Label Season of Mist unterschrieb. Als Titel wurde Lillie: F-65 gewählt, der Name eines starken Beruhigungsmittels.
Nachdem Sänger Scott "WINO" Weinrich nach Ende der Konzerte in Skandivation (Mai 2015) am norwegischen Zoll bei der Ausreise aufs europäische Festland wegen Drogenbesitzes festgenommen und letzten Endes mehrere Wochen inhaftiert war, setzte die Band ihre Tour auf dem europäischen Festland gezwungenermaßen ohne ihren Sänger fort, wobei man sich bei den restlichen Konzerten den Gesang untereinander aufteilte.
Da Scott Weinrich auch nach Beendigung der Europatour nicht verfügbar war, wurde den Fans, auf der, für Juni 2015 angesetzte Tour zur allgemeinen Überraschung der Sänger des Gründungs-Line-Ups, Scott Reagers, präsentiert, welcher bis zum heutigen Tage Mitglied der Band ist.
Nicht mehr im aktuellen Line-Up ist seit Sommer 2016 das, neben Dave Chandler alleinige, dauerhaft verbliebene Gründungsmitglied und Bassist, Mark Adams. Seinen Platz nahm Pat Bruders (ex. Crowbar, ex. Down) ein. Die Band stellte Bruders erstmals beim Würzburger Festival „Hammer of Doom“ im Oktober 2016 vor.
Im Verlauf des Konzertes am 17. Oktober 2017 im Frankfurter ZOOM Club verkündete Bandgründer Dave Chandler, dass man gedenke, ein neues Studioalbum aufzunehmen, bei welchem abermals Scott Reagers den Gesang übernehmen würde. Anschließend wurde ein bis dato unveröffentlichter Song namens "Bloodshed" vorgestellt, welcher für die kommende Veröffentlichung vorgesehen war. Nach Beendigung der Europatournee im Herbst 2017 will man den Songwritingprozess für das nächste, noch unbetitelte Studioalbum abschließen. Seine Veröffentlichung ist für 2018 geplant.
Am 23. Mai 2023 starb Mark Adams im Alter von 64 Jahren an den Folgen einer Parkinson-Erkrankung.

## Musik
Saint Vitus gelten als „äußerst einflußreiche Doom-Formation“ und Pioniere des Doom-Metals.
Black Sabbath waren musikalisch der zentrale Bezugspunkt der Band, Dave Chandler sagte dazu „Als Tony [Iommi] nicht mehr mit Ozzy [Osbourne] konnte und sich einem […] Kommerzsound unterwarf, waren Black Sabbath für mich gestorben. Ich wollte dort anknüpfen, wo die richtigen Black Sabbath mit ‚Sabotage‘ aufgehört hatten.“ Weitere Einflüsse waren Jimi Hendrix, MC5, Blue Cheer, Grand Funk Railroad oder Lynyrd Skynyrd. Eigenen Behauptungen zufolge schrieben sie ihre Stücke, während sie über Kopfhörer Iron Maiden hörten.
Zugleich existieren aber auch Bezüge zum Hardcore Punk. Nicht nur die langjährige Präsenz auf dem SST-Label und die Tourneen mit Black Flag und Agnostic Front verweisen darauf. In den USA bestand ihr Publikum mehrheitlich aus Punks, auch Weinrich stammt ursprünglich aus der Hardcore-Szene, ebenso wie ihr Produzent Stefan Groß (ehemals Pseiko Lüde & die Astros). Nicht zuletzt coverten sie auf Born Too Late mit Thirsty and Miserable einen Song von Black Flag.

## Diskografie

### Alben
- Saint Vitus (Reagers, Chandler, Adams, Acosta) (SST Records, 1984)
- Hallow’s Victim (Reagers, Chandler, Adams, Acosta) (SST Records, 1985)
- Born Too Late (Weinrich, Chandler, Adams, Acosta) (SST Records, 1986)
- Mournful Cries (Weinrich, Chandler, Adams, Acosta) (SST Records, 1988)
- V (Weinrich, Chandler, Adams, Acosta) (Hellhound Records, 1989)
- C.O.D. (Lindersson, Chandler, Adams, Acosta) (Hellhound Records, 1992)
- Die Healing (Reagers, Chandler, Adams, Acosta) (Hellhound Records, 1995)
- Lillie: F-65 (Weinrich, Chandler, Adams, Vasquez) (Season of Mist, 2012)

### EPs
- The Walking Dead (Reagers, Chandler, Adams, Acosta) (SST Records, 1985)
- Thirsty and Miserable (Weinrich, Chandler, Adams, Acosta) (SST Records, 1987)

### Singles
- War is our Destiny (12"/ Reagers, Chandler, Adams, Acosta) (SST Records, 1985)
- Saint Vitus (7"/ Weinrich, Chandler, Adams, Vasquez) (Volcom Entertainment, 2011)
- Blessed Night (7"/ Weinrich, Chandler, Adams, Vasquez) (Season of Mist, 2012)

### Livealben
- Live (Weinrich, Chandler, Adams, Acosta) (Hellhound Records, 1990)

### Kompilationen
- Heavier Than Thou (Reagers, Weinrich, Chandler, Adams, Acosta) (SST Records, 1991)

### DVD
- Reunion 2003 (Weinrich, Chandler, Adams, Acosta) (Eigenproduktion, 2007)